# ギョレマル大辞典
ギョレマル大辞典（ギョレマルだいじてん、民族語大辞典（みんぞくごだいじてん）、朝: 겨레말큰사전）は、韓国と北朝鮮が共同で編纂する最初の朝鮮語辞典。
韓国ギョレマル大辞典南北共同事業会は南北共同編纂会議が再開されることに備え、「ギョレマル大辞典」の原稿執筆作業を進めた。この成果をもとに、2020年、北朝鮮側協議用の「ギョレマル大辞典仮製本」を発刊した。「ギョレマル大辞典仮製本」（10巻）展示が2021年4月26日から来る7月30日まで韓国国会議事堂本館4階の廊下休憩スペースで開催される。
ソウル市庁地下1階の市民庁では「ギョレマル大辞典」広報館がソウル特別市と統一部後援で2019年11月26日に開館し、2020年3月まで常設運営する。